# Недоумки
«Недоумки» (англ. Brain Donors) — американский комедийный фильм 1992 года, режиссёра Денниса Дугана. Картина снята студией Paramount Pictures по мотивам комедии братьев Маркс «Вечер в опере». В главных ролях снялись Джон Туртурро, Мэл Смит и Боб Нельсон.

## Сюжет
После смерти магната и мецената Оскара Уинтерхейвена Оглторпа его вдова Лилиан в память о нём основывает балетную труппу. Формирование балетной труппы приводит к соперничеству адвокатов Роланда Флэкфайзера и Эдмунда Лазло за место директора компании. После подписания контракта с самым известным танцовщиком балета в мире Роберто Валарио Лазло становится директором. Однако Флэкфайзер, ухаживая за богатой вдовой, также заключает контракт с балериной, и в итоге становится содиректором труппы. Последовавшая за этим борьба между двумя людьми приводит к многочисленным комическим ситуациям.

## В ролях
- Джон Туртурро — Роланд Флэкфайзер
- Боб Нельсон — Жак
- Мэл Смит — Рокко Меланчек
- Жорж де ла Пенья — Роберто Валарио
- Джон Савидент — Эдмунд Лазло
- Нэнси Маршан — Лилиан Оглторп
- Франклин Ковер — доктор

## Отзывы
Ричард Харрингтон в своей рецензии для The Washington Post пишет: «Это всё очень занятно, в стиле Цукера, кажется, что идёт по 10 шуток в минуту, но большинство из них не имеет успеха».